# 萨温
萨温，是西班牙阿拉贡自治区韦斯卡省的一个市镇。总面积73平方公里，总人口286人（2001年），人口密度4人/平方公里。